# Аль-Авамир аль-алаийя фи-ль-умур аль-алаийя
Аль-Авамир аль-алаийя фи-ль-умур аль-алаийя (перс. الاوامرالعلائیه فی امورالعلائیه‎) — хроника Ибн Биби (ум. после 1285) на персидском языке, один из важнейших источников по истории Анатолийского государства Сельджуков.

## Описание
Отец Ибн-Биби поступил на службу к сельджукам и занимал различные должности, включая переводчика и писца фаррашнаме.  Ибн-Биби, как и его отец, поступил на государственную службу, и много лет проработал на важной должности в  диване.

Аль-Авамир - единственный труд Ибн Биби, он был написан по просьбе известного историка Ала ад-Дина Джувейни. Повествование начинается с назначения  Кейхюсрева I наследником его отцом, сельджукским султаном Рума Кылыч-Арсланом II, и смерти последнего в 1192 году. Заканчивается произведение описанием прибытия Месуда II, сына Кейкавуса II, из Крыма в Анатолию в 679 (1280) году и подтверждения его власти над Харпутом, Малатьей и Сивасом ильханом Абакой.
Поскольку у автора практически не было сведений о периоде до начала правления Кейкубада I, он ограничился лишь кратким описанием правлений Кейхюсрева I, Сулейман-шаха II и Кейкавуса I. О последующих же событиях он рассказывает много и детально, основываясь на том, что он сам видел и слышал. Несмотря на утверждения Ибн Биби о том, что он написал свой труд полностью основываясь на собственных наблюдениях, ясно, что в некоторых местах он использовал «Сельджукнаме» Бахауддина Ахмеда б. Махмуд-и Туси (перс. قانعی طوسی‎), который служил придворным поэтом при Кейкубаде I, Кейхюсреве II, Кейкавусе II и Кылыч-Арслане IV. В стихотворном произведении на персидском языке он описал периоды правления Кейкубада I и Кейхюсрева II.
Помимо полной версии «аль-Авамир аль-алаийя фи-ль-умур аль-алаийя», существует также эпитома, написанная неизвестным автором при жизни Ибн Биби и названная «Сельджукнаме». 
Сокращённая версия хроники Ибн Биби была опубликована Мартином Хаутсмой в четвёртом томе «Recueil de textes relatifs à l’histoire des Seljoucides» («Сборник текстов по истории Сельджукидов»). Перевод на турецкий язык, опубликованный в 1941 году в Анкаре выполнил Мехмет Нури Генчосман (Anadolu Selçuki devleti tarihi. Ibn Bibi farsça muhtasar Selçuk-namesinden). Перевод полной версии на турецкий (османский) язык (осман. تواريخ آل سلچوق‎, «Таварих Ал-и Сельджук»), выполненный Языджыоглу Али во времена правления Мурада II (1421—1451), был опубликован Хаутсмой в третьем томе «Recueil». Факсимильное издание части «аль-Авамир аль-алаийя» было опубликовано Турецким историческим обществом с предисловием и комментариями Аднана Садыка Эрзи. Был опубликован лишь первый том, охватывающий события, произошедшие с момента смерти Кылыча-Арслана II (1192) до восшествия на престол Кейкубада I (1220). Мюрсель Озтюрк полностью перевёл «аль-Авамир аль-алаийя фи-ль-умур аль-алаийя» на турецкий язык.  Перевод был опубликован в двух томах Министерством культуры, а в 2014 году издан  Турецким историческим обществом в виде одного тома.

Хотя ибн Биби не упоминает некоторые события (например, поход Кейхюсрева I против армян в 1208/09 годах), по словам турецкого медиевиста С. Кайи, «Аль-Авамир» — «самый подробный и важный из источников» по истории султаната Рума, по мнению В. Гордлевского, «Аль-Авамир» «имеет первостепенное значение для истории султаната Рума». А. Фидан полагала, что "Присутствие автора в диване, его участие в многочисленных событиях и его роль в них, его  свидетельство очевидца борьбы Сельджуков и Ильханидов, продолжавшейся до 1280 года, говорят о ценности и значимости его хроники. Этот труд является наиболее выдающимся из сохранившихся до наших дней хроник истории Сельджуков Рума".